# Энгельс, Оттон Васильевич
Оттон (Олег) Васильевич Энгельс (1880, Москва ―1951) ― русский художник-авангардист, автор ряда живописных картин, гравюр и экслибрисов.

## Биография
Живописи учился в частном училище Ф. И. Рерберга. Член Московского товарищества художников, неоднократно участвовал в его выставках (1913―1924). Входил в секцию граверов ОПХ в Ленинграде (1928―1929).
С 1925 по 1928 год наряду с В. Ватагиным, Б. Эрдманом и другими показывал свои работы на выставках «Искусство движения». Энгельс в живописи пытался отразить пластику человеческого тела в танце, эмоциональность праздничной атмосферы.
Участвовал в работе экспериментальной психофизической лаборатории искусствоведения Государственной академии художественных наук, изучавшей, в частности, творчество душевнобольных.
Автор экслибрисов для хореографа Л. Н. Алексеевой, актёра и хореографа А. А. Руснева, театрального врача и фотографа Н. Власьевского.
В 1929 году с экслибрисами принимал участие в Пятой международной выставке художественных книжных знаков в Лос-Анджелесе.
Участвовал в оформлении спектаклей Камерного театра.
Дальнейшая судьба неизвестна. Согласно каталогу Российской государственной библиотеки, умер в 1951 году.
В 2008 году в московской Галерее на Солянке состоялась выставка «Наши русские немцы. XX век», где были выставлены работы О. Энгельса.